# Чёрт

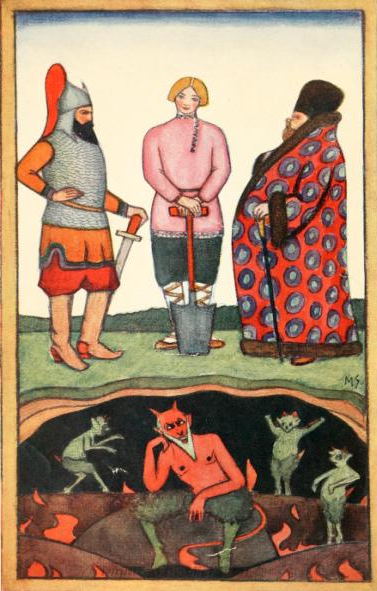
Иван-дурак. Иллюстрация Michael Sevier к сказке Льва Толстого, 1916 г.

Чёрт — в славянской мифологии злой дух. Под различными прозвищами и синонимами является персонажем огромного количества сказок Восточной Европы, самый популярный персонаж русской демонологии.

## Этимология
Этимология слова долгое время оставалась спорной.
Фольклорист и историк А. Н. Афанасьев предполагал, что слово «чёрт» происходит от «чёрный» — названия цвета, обычно ассоциирующегося со злом. Однако, «чёрный» было всего лишь эвфемизмом для чёрта. По Фасмеру, праславянское *čьrtъ — «проклятый», родственно лит. kyrėti «злиться», гипотеза происхождения от лат. curtus, «короткий, обрубленный», менее вероятна.
Сербский лингвист Любинко Раденкович считает, что слово «чёрт» в русском языке является полонизмом чешского происхождения, попавшим в русский лексикон напрямую из польского или же через украинский язык в конце XVI — начале XVII века; в заимствованном из Польши литературном памятнике XVII века «Великое Зерцало» содержится повесть «яко не подобаетъ рабовъ звати: поиди, чертъ, или діаволъ».
По мнению лингвиста и филолога И. С. Якубовича, праславянское *čьrtъ является производным от глагола *čersti / čьrtǫ «чертить, бороздить». Данная деривация совместима с гипотезой о том, что *čьrtъ первоначально являлся божеством, отвечавшим за предначертание человеческой судьбы (ср. классическое армянское groł, досл. «писатель», употреблявшееся в данной функции). Из типологических соображений вероятно, что дальнейшая демонизация славянского «чертёжника» была связана с переосмыслением его функции как ангела смерти.

## Использование слова в русском языке
Слово чёрт не встречается в письменных памятниках древнерусского языка. Впервые оно зафиксировано Р. Джеймсом в русско-английском словаре-дневнике 1618—1619 годов: «6:9:tchort — diavolo». Прозвище Чёрт более старинное: «Васко Чёрт» зафиксировано в 1495 году.
У восточных славян часто выступает синонимом понятиям бес и близок понятию дьявол.
Слово «чёрт» имеет множество аналогов и синонимов: дьявол (так же персонажа называют в англ. языке — devil), сатана, анчутка беспятный, просто «беспятный», козлоногий, бес, нечистый, лукавый, окаянный. При этом, однако, значения этих слов не всегда тождественны.
К чёрту близки образы балтийского велняса (лит. velnias), шайтана у исламских народов, сурта германо-скандинавов.
Зачастую чертями называют широкий пласт существ. Почти всегда в народной мифологии они отождествляются с лешими, водяными и русалками, банниками, домовыми, духом превращающими людей в ходячих мертвецов, иногда отождествляются с гномами и эльфами. Однако домовой считался более добрым «обрусевшим чёртом», характерные для чёрта облик и оборотничество к нему употребляются реже; ср. также с шишком и херт-суртом — домовым некоторых финно-угорских и поволжских народов.
Как имя демона ада имя чёрта не полагалось произносить вслух, по крайней мере — без особого повода. Считалось, что простого упоминания чёрта достаточно, чтобы он услышал это и приблизился к неосторожному человеку, а то и навредил ему. Поэтому в обыденной речи, поминая чёрта, часто использовали эвфемизмы, например лукавый, нечистый, неназываемый, враг рода человеческого, шут и другие, см. выше. В. И. Даль и С. В. Максимов перечисляют свыше сотни имен-эвфемизмов.
Ещё в XIX веке «чёрт» имело двоякий смысл. С одной стороны оно было довольно сильным ругательством и оскорблением, как и «devil» в английском языке. Консервативные люди того времени иногда связывали его с различными пугающими механизмами и дикими местами, например, с «чёртовым колесом» и десятками древних каменных арочных «чёртовых мостов», верили, что чёрт, водяной и русалки живут на мельницах, в таком смысле синонимы слова используется поныне, например: «шайтан-труба», «сады дьявола». В советской литературе 1920-х гг. ругательства часто классифицируются как «дальше чёрта» (см. например, Н. Огнев «Дневник Кости Рябцева»). Иногда это слово применяют при удивлении работоспособностью и мастерством кого-либо («работает как чёрт»). В настоящее время чертями могут обзывать субъективно неприятных и не авторитетных людей.

## Образ в мифологии

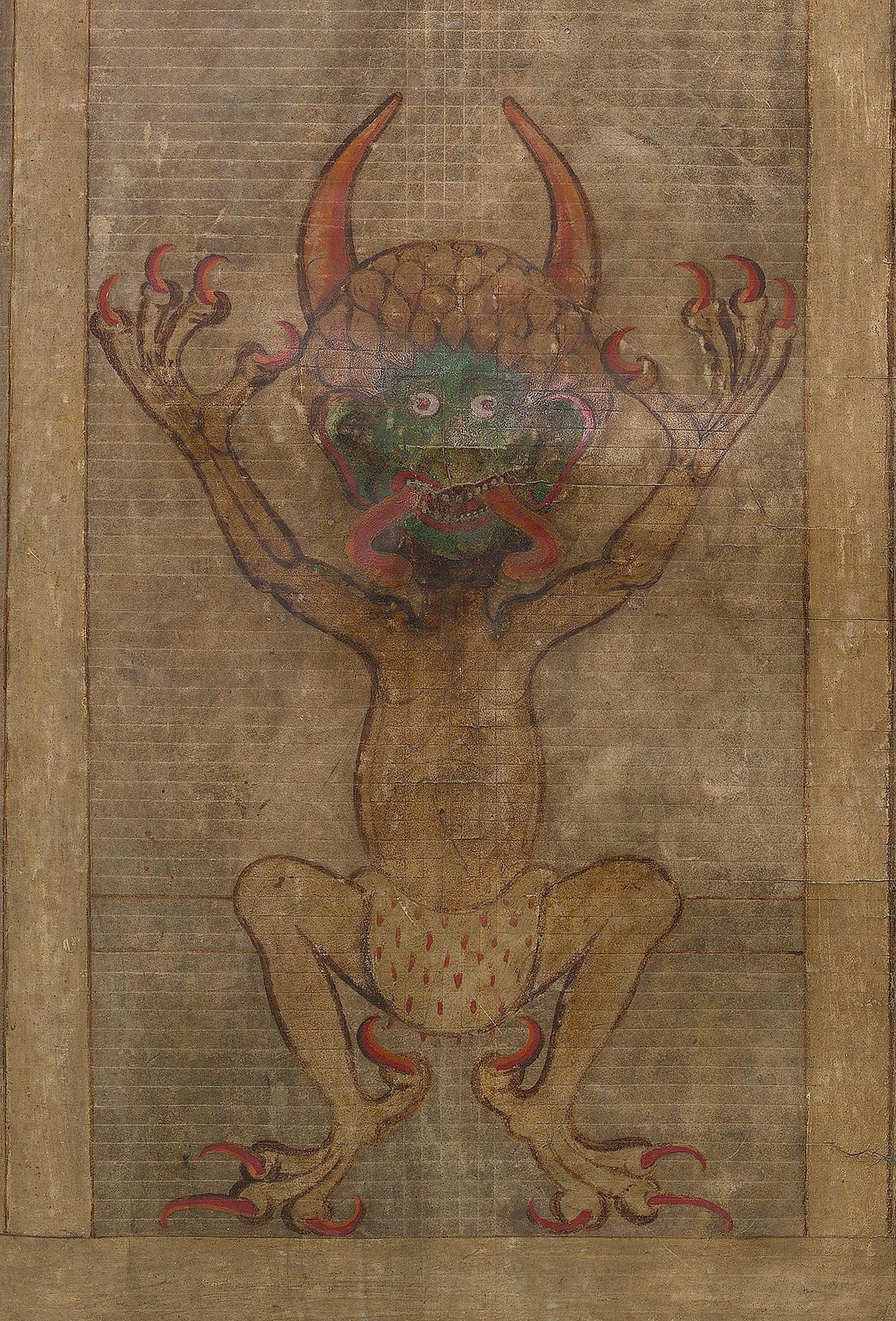
Изображение дьявола в Гигантском кодексе, начало XIII века

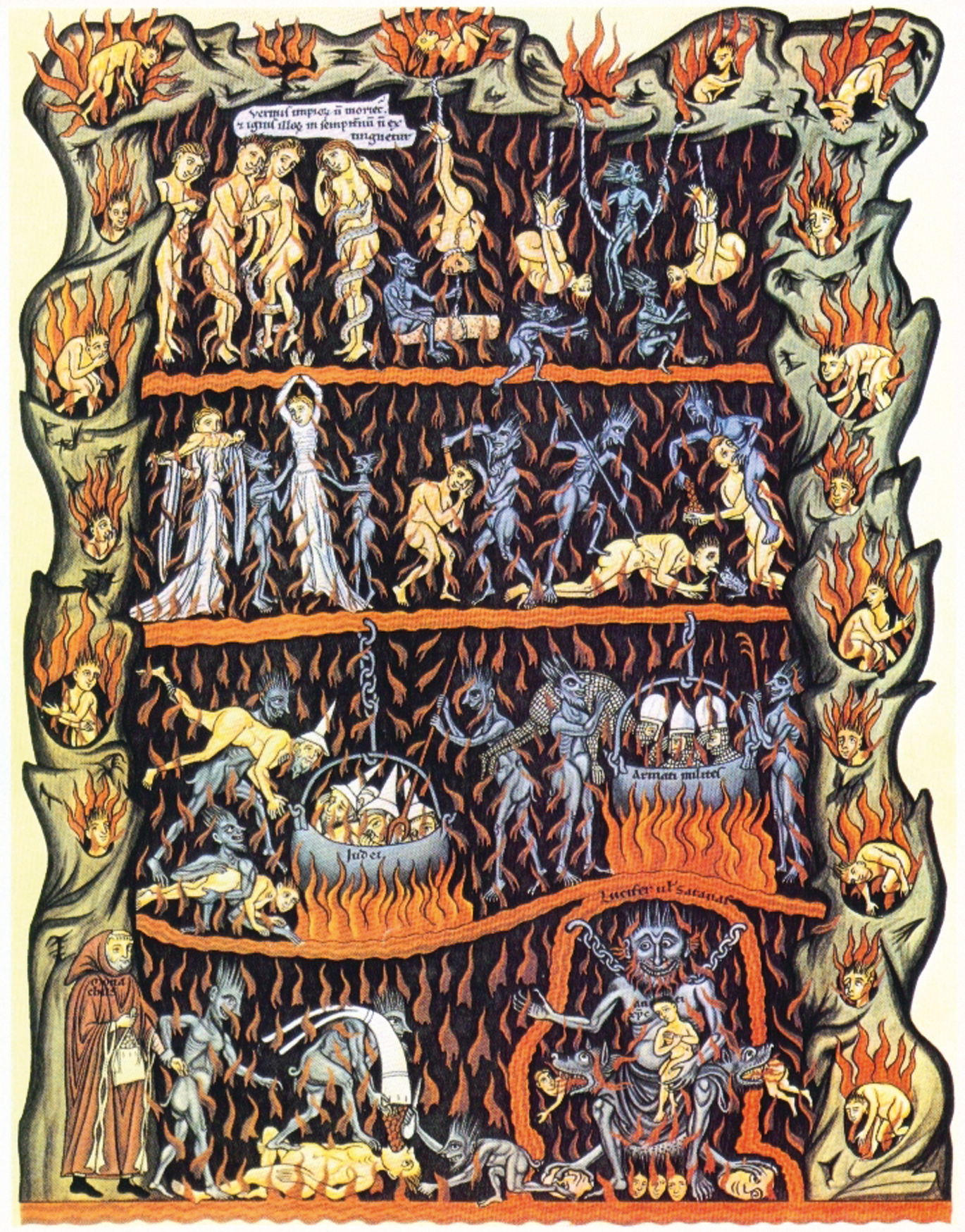
Ад. Миниатюра из рукописи «Сада утех» Геррады Ландсбергской (1175)

В христианской народной мифологии сложились давние и устойчивые представления о внешнем виде чертей, точнее их телесного образа, так как черти — ещё и злые духи. В представлениях о чёрте сохранились остатки индоевропейской мифологии[уточнить] с наложением более позднего христианского представления, что все языческие божества являются демонами и олицетворяют злое начало, и смешались с иудеохристианскими представлениями о Дьяволе и падших ангелах. В представлениях о чёрте прослеживается сходство с греческим Паном — покровителем скотоводства, духом полей и лесов, и Велесом (прибалт. Вяльном). Однако христианский чёрт, в отличие от своих языческих прототипов, не является покровителем скотоводства, а является вредителем людям. Черти в поверьях принимают вид животных старого культа — козлов, волков, псов, воронов, змей и т. д. Считалось[когда?], что черти имеют в целом человекоподобную (антропоморфную) внешность, но с добавлением некоторых фантастических или чудовищных деталей. Наиболее распространённый облик идентичен изображению античных Пана, фавнов и сатиров — рога, хвост и козлиные ноги или копыта, иногда шерсть, реже свиной пятачок, когти, крылья летучей мыши и т. п. Гераклит-парадоксограф, неизвестный античный автор, живший не раньше III века до н. э., рационализируя античные мифы, писал, что прообразы чёрта — Пан и сатиры — это люди, которые не мылись и испускали зловоние, от того считалось, что они покрыты козьим мехом и ходят на козьих ногах. Нередко их описывают с горящими как угли глазами. В таком виде черти изображены на многочисленных картинах, иконах, фресках и книжных иллюстрациях как в Западной, так и в Восточной Европе. В православной агиографической литературе черти описываются преимущественно в виде эфиопов.
Сказки повествуют, что чёрт служит Люциферу, к которому мгновенно летает в преисподнюю. Он охотится на людские души, которые обманом, введением во грех или договором пытается получить у людей, хотя в литовских сказках такой сюжет единичен. При этом чёрт обычно оказывается одурачен героем сказки. Одно из известных древних упоминаний о продаже души и изображение персонажа содержит Гигантский кодекс начала XIII века.
Являются хтоническими персонажами — обитают не только в подземном мире, но и воде, омуте.
Обладают широкими способностями к оборотничеству, невидимости, полётам. Могут превращаться в различных существ и людей, в камни и предметы.
Черти стерегут драгоценные клады, это описано, например, в произведениях «Ночь перед Рождеством» (1832), «Скрипач в аду» и др. балто-славянских сказках. Этим они похожи на гномов германо-скандинавского фольклора. Иногда, являясь в облике человека, платят за услуги кучей мусора или навоза, которую люди выкидывают, но с рассветом видят, что не выкинутые остатки мусора превратились в золото.

### Славянская мифология

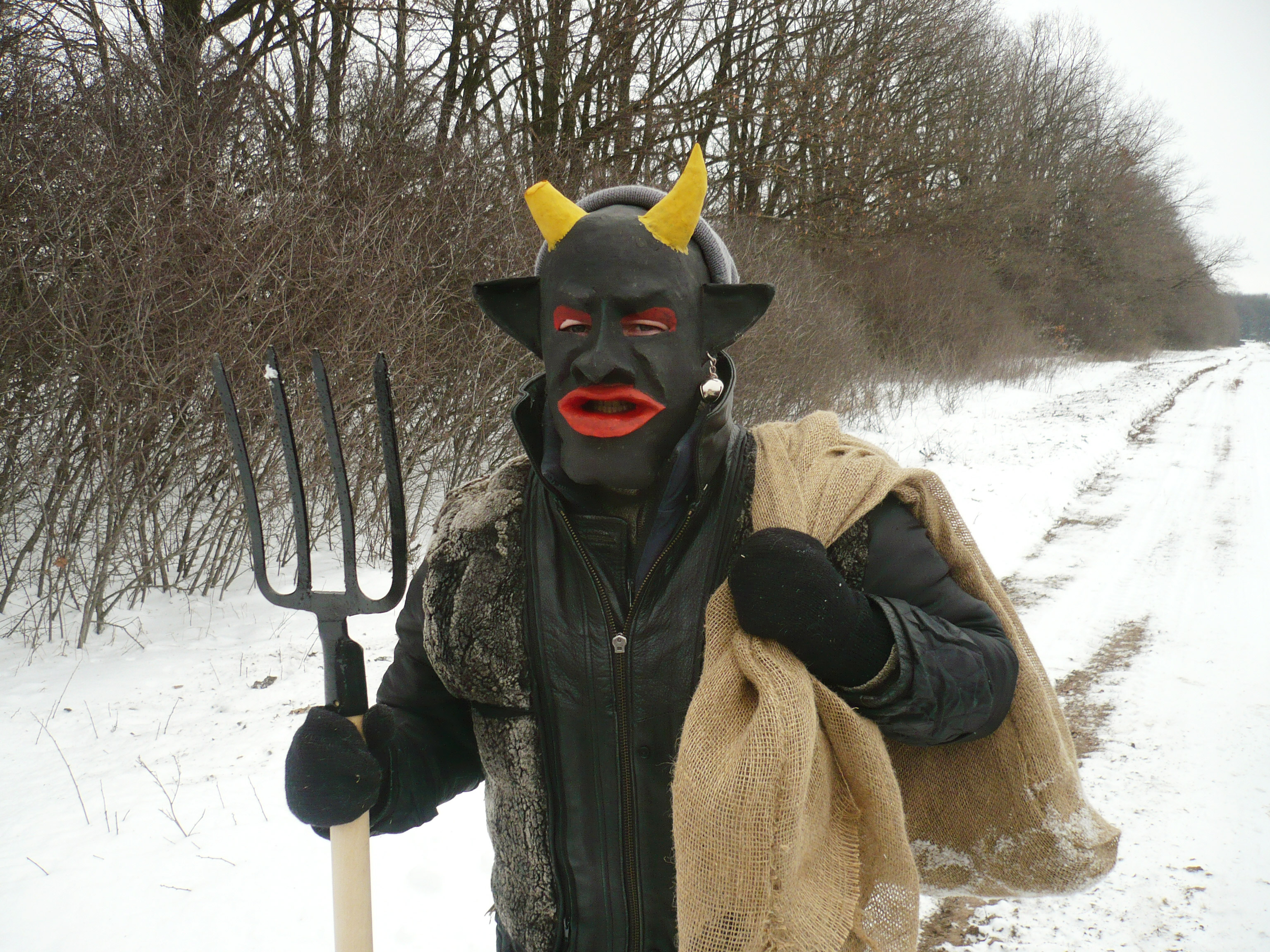
Персонаж «чёрт» во время колядования. Белгородская область, 2012 г.

Существует много русских народных сказок об этом персонаже. Это «Шабарша» и «Чёрт-заимодавец» схожего сюжета, это «Чёрт и мужик», «Солдат и чёрт» и другие, а также «Сказка о попе и о работнике его Балде» (1831) А. С. Пушкина. Он предстаёт комическим персонажем, в надежде заполучить душу тщательно работает по договору с кем-либо, но постоянно обманывается с помощью мужицкой смекалки.
В русских и славянских сказках облик чёрта почти не описан. Но это ярко сделал Н. В. Гоголь в повести «Ночь перед Рождеством»:

Спереди совершенно немец: узенькая, беспрестанно вертевшаяся и нюхавшая всё, что ни попадалось, мордочка оканчивалась, как и у наших свиней, кругленьким пятачком, ноги были так тонки, что если бы такие имел яресковский голова, то он переломал бы их в первом козачке. Но зато сзади он был настоящий губернский стряпчий в мундире, потому что у него висел хвост, такой острый и длинный, как теперешние мундирные фалды; только разве по козлиной бороде под мордой, по небольшим рожкам, торчавшим на голове, и что весь был не белее трубочиста, можно было догадаться, что он не немец и не губернский стряпчий, а просто чёрт, которому последняя ночь осталась шататься по белому свету и выучивать грехам добрых людей. Завтра же, с первыми колоколами к заутрене, побежит он без оглядки, поджавши хвост, в свою берлогу.
Дальше по сюжету чёрт также обзывается «немец проклятый». Он водится с ведьмами, которые в ряде других сказок летают на нём на шабаш. Пролетает через дымоход. Боится христианского креста, знамения и святой воды. Исчезает с третьим криком петухов и первыми лучами солнца.

### Прибалтийская мифология
Славянская мифология близко связана с прибалтийской мифологией, поскольку во времена Средневековья значительная часть Восточной Европы входила в состав Великого княжества Литовского, Западной Руси и Речи Посполитой, а затем эти территории входили в Российскую империю.
В прибалтийской мифологии чёрта называют ве́лняс, велинас, велнс (лит. vélnias, vẽlinas; латыш. velns), что значит «чёрт», «дьявол». Он является постоянной жертвой Перкунаса (подобно антагонизму славянского Велеса и Перуна), метающего в него молнии, при этом велняс пытается прятаться у людей, в которых эти молнии зачастую попадают. С начала XX века фольклористы собрали сотни сказок о нём, имеющих бесчисленное число вариаций. Часто в сказках он является как пан и выглядит как немецкий землевладелец. Но иногда у него видны рожки, копыта и он покрыт шерстью. Умение играть на дудке в сочетании с частым присутствием домашнего скота в сюжетах о велнясе, делает его одним из пасторальных индоевропейских божеств — покровителей домашних животных, таких как Фавн, Пушан, греческий Пан, и славянский Велес, с которым он имеет общий корень *vol- *vel-. В нескольких сказках он превращается в чёрного кота или предстаёт в образе ягнёнка. Не боится солнечного света.
В основном велняс вредит людям — пытается повесить, искалечить, заманить в болото. Литовские сказки довольно характерны жестокостью мифических существ к людям, в отличие от сказок других народов. Например, велняс, являясь в образе пана, приглашает прохожего мужика или музыканта на свадьбу, где с другими панами и паночками веселится и часто мажет глаза какой-то мазью. Когда мужик тоже мажет глаз, то видит, что находится среди чертей на болоте или среди вьюги в буреломе. Если кто-то видит невидимого велняса, тот спрашивает, «каким глазом меня видишь?», и после ответа выкалывает его. Зачастую становясь невидимым, толкает посетителей в корчме, провоцируя этим драку. Или мужику пытается повесить на шею праздничное полотенце, от которого тот уворачивается, подставив ногу, и тут же приходит в себя подвешенным на ветке на удавке за ногу.
В латышских сказках и легендах велняс изображается с коровьим хвостом, козлиными ногами и рогами. Ему часто приписывают огромную силу, но его самый большой недостаток — честность и глупость. Он беспокоит людей, но в результате всегда оказывается в проигрыше, потому что его легко перехитрить. В фольклоре велняс ассоциируется с влажными местами, а также большими деревьями, камнями, пещерами и пнями.